# بلدة فيرفيلد (مقاطعة شياواسي)
فيرفيلد، مقاطعة شياواسي (بالإنجليزية: Fairfield Township, Shiawassee County, Michigan)‏ هي بلدة تقع بولاية ميشيغان في الولايات المتحدة. تبلغ مساحتها 65 (كم²)، وترتفع عن سطح البحر 227 م، بلغ عدد سكانها 745 نسمة في عام تعداد الولايات المتحدة 2000 حسب إحصاء مكتب تعداد الولايات المتحدة وتصل الكثافة السكانية فيها 11.5 نسمة/كم2.

## وصلات خارجية
- The US50 - Cities and Towns in Michigan State
- Michigan Cities and Towns, Facts, Map, Flag, Colleges, Government, and More